# ناوتو واتانابي
ناوتو واتانابي (باليابانية: 渡辺直人؛ بالكانا: わたなべ なおと) هو لاعب كرة قاعدة ياباني، ولد في 15 أكتوبر 1980 في أوشيكو في اليابان.

## وصلات خارجية
- ناوتو واتانابي على موقع الدوري الياباني لكرة القاعدة (الإنجليزية)
- ناوتو واتانابي على موقعبيزبول رفرنس.كوم (الدوري الثانوي) (الإنجليزية)